# Hjörne naturreservat
Hjörne är ett naturreservat i Veddige socken i Varbergs kommun i Halland.
Reservatet ligger utmed gamla vägen mellan Åskloster och Veddige, strax norr om ån Viskan. Det är skyddat sedan 1966 och omfattar 0,5 hektar.
Området består av en betad hagmark med gamla hagmarksekar. I norr finns en brant bergvägg kallad Snapphanehyllan, en 13 meter hög bergvägg. Vid bergets fot finns en grotta. Här har både kung Oskar II och kronprins Gustav Adolf varit på besök och skrivit sina namn, därav namnet Kungsgrottan. Naturvärdena är knutna till de gamla ekarna med en värdefull lavflora och goda förutsättningar för insektsfauna.